# Roque Sáenz Peña
Roque José Antonio del Sagrado Corazón de Jesús Sáenz-Peña (Buenos Aires, 19 marzo 1851 – Buenos Aires, 9 agosto 1914) è stato un politico e avvocato argentino, presidente dell'Argentina dal 12 ottobre 1910 alla sua morte.
Figlio dell'ex presidente Luis Sáenz-Peña, fu il principale esponente della linea modernista del Partito Autonomista Nazionale.
Fu il promotore della legge 8871, universalmente nota come "legge Sáenz Peña", che riformò il sistema elettorale argentino, rendendo il voto segreto, universale e obbligatorio per tutti i cittadini maschi maggiorenni. Questa riforma mise fine al dominio tramite frode elettorale del PAN e dell'oligarchia conservatrice argentina, e aprì la strada all'ascesa dell'Unione Civica Radicale nelle prime elezioni libere del paese nel 1916.

## Biografia
Discendente da una famiglia legata al regime di Juan Manuel de Rosas ed emarginata dalla vita pubblica dopo la battaglia di Caseros del 1851, Roque Sáenz Peña era figlio di Luis Sáenz Peña e Cipriana Lahitte. Dopo aver ultimato gli studi secondari alla Scuola Nazionale di Buenos Aires, nel 1875 si laureò in giurisprudenza, con una tesi sullo "Stato giuridico dei trovatelli".
Durante la rivoluzione del 1874 difese le autorità della nazione con il grado di capitano di reggimento, sotto il comando di Luis María Campos. Dopo la rivoluzione, pur essendo stato promosso a Secondo Comandante delle Guardie Nazionali chiese di essere congedato. Avversario di Bartolomé Mitre, fu membro del Partito Autonomista guidato da Adolfo Alsina e nel 1876 fu eletto deputato della Provincia di Buenos Aires. Arrivò a ricoprire la carica di presidente dell'organo all'età di 26 anni, essendo così uno dei più giovani presidenti della Camera. Nel 1877 fondò il Partito Repubblicano insieme a Leandro N. Alem, Aristóbulo del Valle, Hipólito Yrigoyen, Lucio Vicente López, Pedro Goyena, José Manuel Estrada e Francisco Uriburu.

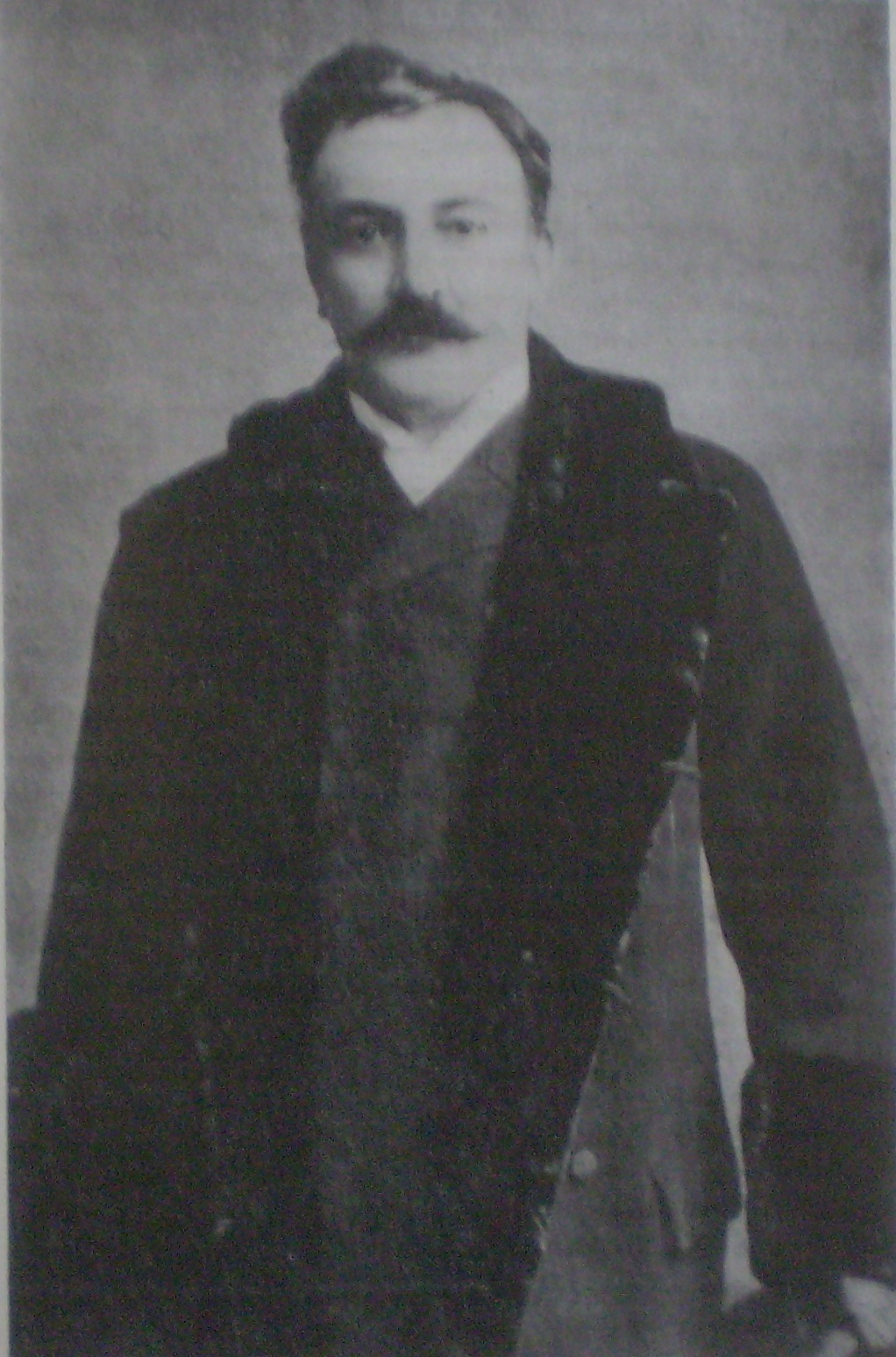
Sáenz Peña in una foto del 1878.

Nel 1878, a seguito dei dissensi prodottisi all'interno dell'autonomismo a causa della politica di conciliazione avviata dal presidente Nicolás Avellaneda, Sáenz Peña si dimise dal suo incarico e finì per abbandonare temporaneamente la politica.
Dopo lo scoppio della guerra del Pacifico, Sáenz Peña lasciò l'Argentina per combattere con i peruviani. La sua motivazione principale non era patriottica o di solidarietà, ma piuttosto di fuga da Buenos Aires a causa di una storia d'amore non corrisposta. Dopo che i suoi ufficiali superiori furono uccisi nella battaglia di Arica, egli assunse i loro ruoli e comandò una divisione peruviana fortemente indebolita. Sáenz Peña fu catturato e imprigionato per sei mesi dai cileni.
Nel 1880, quando tornò a Buenos Aires, Sáenz Peña fu nominato sottosegretario del Ministero delle Relazioni Estere sotto dal ministro Bernardo de Irigoyen. Lasciò presto la politica solo per ritornare nel 1887 quando accettò l'incarico di ambasciatore in Uruguay. Rappresentò l'Argentina al Congresso di Montevideo del 1888. 
Insieme a Manuel Quintana, Sáenz Peña rappresentò l'Argentina nella prima Conferenza Panamericana del 1889.
Tra il 1906 e il 1907 prestò servizio come ambasciatore in Spagna e tra il 1907 ed il 1910 come ambasciatore in Italia. Durante i suoi mandati si premurò di rafforzare i vincoli commerciali con l'Argentina promuovendo l'immagine del paese, anche prendendo parte a cerimonie ufficiali, come quando nel 1906 partecipò al matrimonio del re spagnolo Alfonso XIII.

### La Presidenza

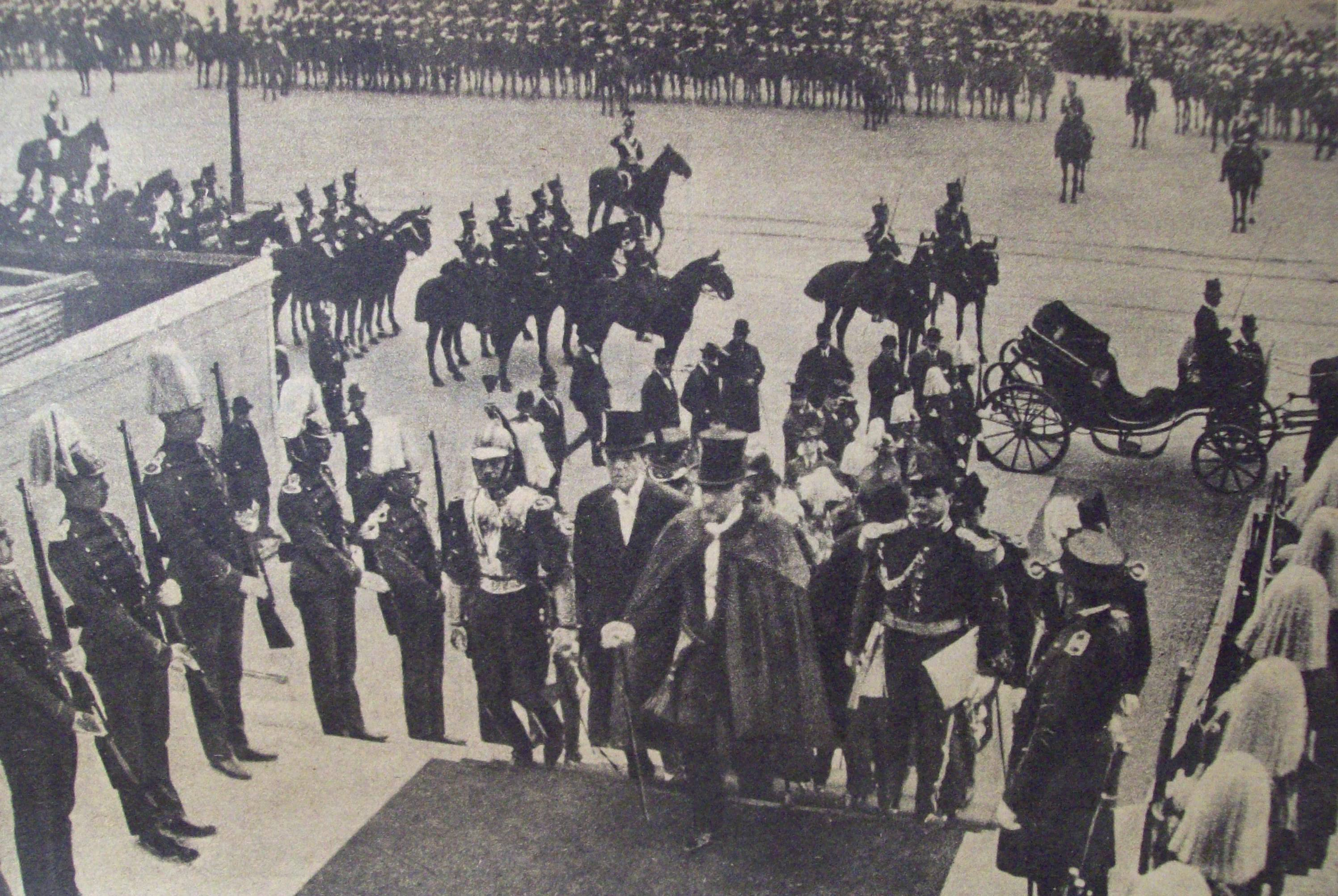
Sáenz Peña arriva al Congresso.

Le elezioni che portarono Sáenz Peña alla presidenza dell'Argentina ebbero luogo il 13 marzo 1910. Come nelle tornate precedenti, anche in questa si verificarono numerosi e palesi brogli. Il nuovo presidente non aveva nemmeno partecipato alla campagna elettorale dal momento che si trovava ancora in Italia dove ricopriva l'incarico di ambasciatore. Alle elezioni partecipò una sola lista di candidati elettori, di cui dieci - su 273 - non votarono per Sáenz Peña.
Qualche giorno prima di assumere la presidenza, Sáenz Peña incontrò il presidente uscente José Figueroa Alcorta e il leader dell'opposizione, Hipólito Yrigoyen. In quest'ultimo colloquio, il leader radicale promise di abbandonare il percorso rivoluzionario e Sáenz Peña di promulgare una legge elettorale che avrebbe modernizzato le elezioni e impedito i brogli. Yrigoyen chiese di commissariare le province per evitare che i loro governatori interferissero con il processo elettorale. Sáenz Peña rifiutò, ma permise al radicalismo di far parte del governo.
Il 12 ottobre 1910, Sáenz Peña assunse alla presidenza dell'Argentina. Nel suo primo discorso inaugurale dichiarò: "La mia politica internazionale se nota a voi. Sarà l'amicizia per l'Europa e la fraternità per l'America". Salì al potere senza l'appoggio del suo stesso partito, come suo padre. Sáenz Peña fu eletto in un periodo in cui le tensioni sociali erano ai massimi livelli. Dal canto suo s'impegnò da subito promettendo una riforma elettorale per limitare il potere dell'oligarchia e prevenire una rivoluzione.

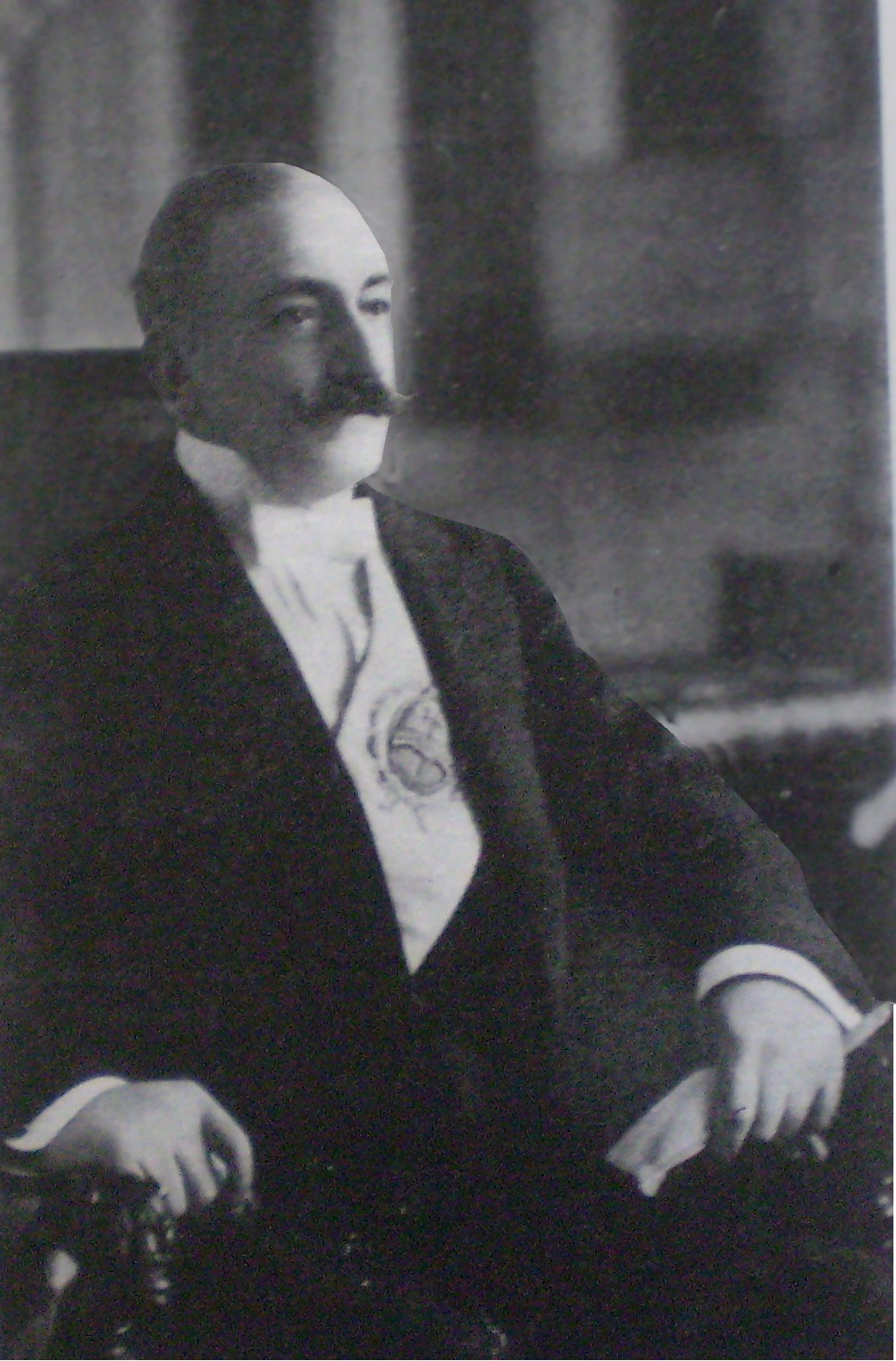
Sáenz Peña ritratto con la banda presidenziale.

Nel 1912 - su iniziativa del ministro dell'Agricoltura, Ezequiel Ramos Mexía - fu promulgata la legge 5.599, sulla promozione dei territori nazionali. La maggior parte dei territori nazionali aveva la stragrande maggioranza della sua popolazione concentrata sulla sua costa marittima o fluviale; per questo motivo, la legge promosse - e vi riuscì in gran parte dei casi - la costruzione di un gran numero di ferrovie che avrebbero permesso l'insediamento della sua popolazione verso le aree più interne e remote. Furono costruite nuovi rami ferroviari nei territori nazionali del Chaco, di Formosa, di Río Negro, del Chubut e di Santa Cruz. Una di queste nuove ferrovie raggiunse persino Posadas, la capitale di Misiones.
Il 10 agosto 1912 Sáenz Peña firmò il decreto per la creazione della Scuola Militare di Aviazione (EMA), insieme a G. Vélez, secondo il bollettino ufficiale 692-2 parte). Nello stesso si stabilì che nel frattempo non ci sarebbe stato personale militare addestrato in Aeronautica e Aviazione, la Direzione Tecnica sarebbe stata pertinenza dell'Aeroclub Argentino mentre la Direzione Militare del Capo dell'Esercito Argentino con il titolo di Direttore della Scuola di Aviazione Militare.
Nel giugno del 1912 scoppiò nel sud della provincia di Santa Fe un grande movimento di protesta tra i fittavoli, noto come il Grito de Alcorta, contro il peggioramento delle condizioni dei loro contratti con i proprietari terrieri. Le manifestazioni di diffusero in tutte le province circostanti e si conclusero con un massiccio calo degli affitti. Questo evento segnò l'ingresso di una parte della classe media rurale, formata dai contadini, nella politica nazionale argentina del XX secolo. Ma allo stesso tempo iniziò una graduale tendenza all'amministrazione dei campi da parte dei proprietari, che iniziarono a considerare pericolosa la presenza degli affittuari.

### La legge Sáenz Peña

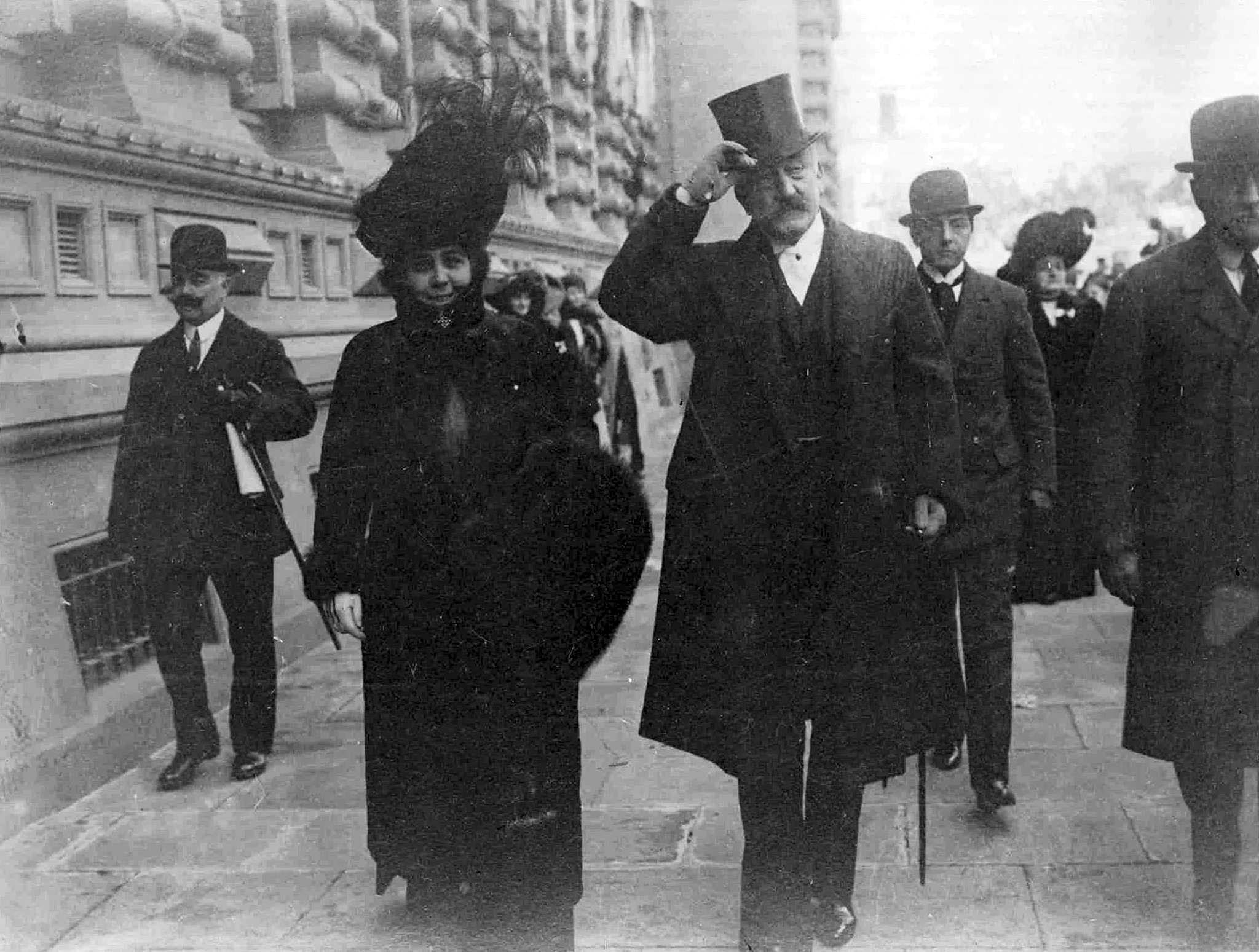
Sáenz Peña e sua moglie durante una visita.

Sáenz Peña era un convinto democratico; pensava che, una volta liberato dai politici di professione, il popolo sarebbe stato in grado di eleggere l'alternativa migliore per il governo. Era anche preoccupato per la scottante questione sociale, e spostare dalle strade al parlamento e le nuove istanze delle masse proletarie argentine, limitando così l'operato dei movimenti anarchici e socialisti. Infine, temeva che l'enorme parte della popolazione d'origine straniera, che non partecipava in alcun modo alla politica, potesse avvicinarsi a posizioni massimaliste o, peggio ancora, rimanere un corpo estraneo nella società. Per tutte queste ragioni sosteneva una riforma politica basata sul voto universale e libero.
Data la storia della pressione sugli elettori - che votavano ad alta voce - l'unica possibilità di libertà elettorale era il suffragio segreto, attraverso schede scritte in buste sigillate. E per garantire che a nessuno fosse impedito di votare, lo rese anche universale e obbligatorio. Il registro militare sarebbe stato usato come lista elettorale. D'altra parte, la partecipazione della popolazione alle elezioni era molto bassa, superando a malapena il 20% dei potenziali elettori.
La persona incaricata di disegnare il progetto e di difenderlo al Congresso era il ministro dell'Interno, il cattolico Indalecio Gómez, il quale dovette affrontare la dura resistenza dei deputati conservatori, i cui privilegi erano chiaramente minacciati dalla riforma, e che non conoscevano altro modo di fare politica. Così, molti legislatori dei settori conservatori, ancora non apertamente contrari, ostacolarono la riforma. Dopo un mese di dibattito alla Camera dei Deputati e una settimana al Senato, la legge Sáenz Peña fu approvata e promulgata il 13 febbraio 1912.
La legge fu un grande passo avanti per il suo tempo, poiché permetteva a grandi masse della popolazione di partecipare alle elezioni, anche se era ancora lontana dall'essere completamente universale: le donne e gli stranieri - che a quel tempo erano una grande parte della società - non avevano ancora diritto di voto. Anche se non votavano, quest'ultimi erano invece presi in considerazione per determinare la popolazione dei distretti e il numero di deputati che potevano essere eletti in ciascuno di essi.
La prima prova della legge in funzione fu in un'elezione provinciale nel 1912: la provincia di Santa Fe fu commissariata dal governo, che ordinò lo svolgimento delle elezioni del governatore secondo la legge Sáenz Peña; l'UCR abbandonò l'astensionismo e partecipò, ottenendo una schiacciante vittoria. Poco dopo i radicali ottennero una nuova vittoria alle elezioni dei deputati nella città di Buenos Aires, in una tornata in cui la partecipazione  raggiunse il 62,85% e nella quale il Partito Socialista registrò una notevole crescita.

### Morte

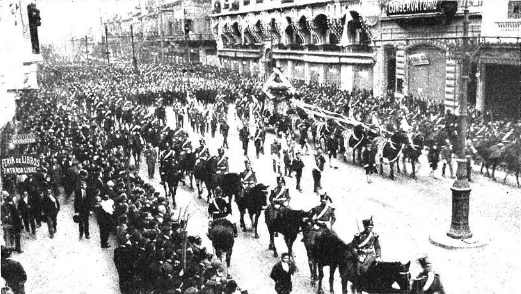
Il corteo funebre di Sáenz Peña.

Dal momento dell'assunzione a presidente di Sáenz Peña, la sua salute non era buona, ma peggiorò significativamente dal 1913. La versione che circolava all'epoca era che il presidente soffriva le conseguenze neurologiche della sifilide che era sarebbe stato infettato durante la guerra del Pacifico. A partire dal 1913, Sáenz Peña si mise in aspettativa, delegando internamente il mandato al suo vice Victorino de la Plaza.
Sáenz Peña fu l'unico presidente che visse nella Casa Rosada a causa della sua salute debole che gli impediva di viaggiare con il suo calesse da casa. 
Morì 3 anni e 301 giorni dopo aver assunto la presidenza, il 9 agosto 1914. Fu sepolto il giorno dopo nel cimitero della Recoleta di Buenos Aires.

## Omaggi
Uno dei viali principali del centro di Buenos Aires è intitolato a Sáenz Peña. Nella provincia del Chaco sorge la città di Presidencia Roque Sáenz Peña.